# Mellrichstadt
Mellrichstadt – miasto w Niemczech, w kraju związkowym Bawaria, w rejencji Dolna Frankonia, w regionie Main-Rhön, w powiecie Rhön-Grabfeld, siedziba wspólnoty administracyjnej Mellrichstadt. Leży ok. 12 km na północny wschód od Bad Neustadt an der Saale, nad Streu, przy autostradzie A71, drodze B19, B285 i linii kolejowej Eisenach – Schweinfurt.

## Dzielnice
W skład miasta wchodzą następujące dzielnice: Bahra, Eußenhausen, Frickenhausen, Mühlfeld, Sondheim im Grabfeld i Roßrieth.

## Zabytki i atrakcje
- Muzeum Regionalne Salzhaus
- Galeria Powiatowa z kawiarnią ART
- Muzeum Granic i Park Rzeźb
- zamek Wolzogen-Mühlfeld
- zamek wodny Roßrieth
- miejski kościół parafialny pw. św. Kiliana (St. Kilian)
- mury miejskie
- ruiny szpitala
- Jezioro Frickenhäuser

## Osoby urodzone w Mellrichstadt
- Edward van Eckert (ur. 1960), amerykański fotograf
- Paul Melissus (1539–1602), pisarz, kompozytor
- Martin Pollich (1452–1513), filozof, medyk, teolog

## Oświata
- 225 miejsc przedszkolnych z 206 dziećmi
- Szkoły podstawowe: 2 z 34 nauczycielami i 697 uczniami
- Gimnazjum: Martin-Pollich-Gymnasium, 55 nauczycieli i 561 uczniów
- Berufsschule: 1 z 1343 uczniami
- Realschule: Ignaz-Reder-Realschule z 28 nauczycielami